# جيب دي جي
جيب دي جي (بالإنجليزية: Jeep DJ)‏ هي سيارة من تصنيع شركة يليز أوفرلاند موتورز.